# Mood Swings (Harem Scarem)
Mood Swings è il secondo album in studio del gruppo musicale canadese Harem Scarem, pubblicato nel 1993.

## Tracce
1. Saviors Never Cry – 4:03
2. No Justice – 4:39
3. Stranger Than Love – 3:59
4. Change Comes Around – 5:02
5. Jealousy – 4:10
6. Sentimental BLVD. – 4:24
7. Mandy – 1:55
8. Empty Promises – 4:19
9. If There Was a Time – 4:58
10. Just Like I Planned – 3:18
11. Had Enough – 3:56

## Formazione
- Harry Hess – voce, chitarra, tastiera
- Pete Lesperance – chitarra, cori
- Mike Gionet – basso, cori
- Darren Smith – batteria, cori